# Sirindhornia mirabilis
Sirindhornia mirabilis är en orkidéart som beskrevs av Henrik Aerenlund Pedersen och Piyakaset Suksathan. Sirindhornia mirabilis ingår i släktet Sirindhornia och familjen orkidéer. Inga underarter finns listade i Catalogue of Life.